# Oblates missionnaires de l'Assomption
Les Oblates missionnaires de l'Assomption sont une congrégation religieuse féminine enseignante et missionnaire de droit pontifical.

## Histoire
En 1862, le pape Pie IX demande au Père Emmanuel d'Alzon (1810-1880), fondateur des Assomptionnistes, d'envoyer des religieux en Bulgarie pour aider les orthodoxes bulgares à se rapprocher de Rome. Le Père d’Alzon comprend que les Assomptionnistes ont besoin d’être secondés par des religieuses. Il pense faire appel à celles de l’Assomption, mais elles ne peuvent répondre favorablement.
Le 24 mai 1865, le Père d’Alzon dit la messe dans la petite chapelle du Vigan avec les 6 premières oblates. À partir de 1867, il est assisté dans la direction de l'institut par Marie Correnson (1842-1900) en religion Mère Emmanuel-Marie de la Compassion, élue supérieur générale. Trois ans après la fondation, cinq oblates partent pour la Bulgarie où elles ouvrent des écoles, des hôpitaux et des dispensaires, puis en Italie, en Belgique, aux Pays-Bas et en Angleterre.
Après la mort d’Alzon, un différend apparaît entre Mère Correnson et le nouveau supérieur général des Assomptionnistes, François Picard, qui souhaite que les religieux dépendent strictement de la branche masculine et exige le transfert du noviciat du Vigan à Paris. Les litiges conduisent à la division de la congrégation en deux branches autonomes : celle de Nîmes, soumise à Mère Correnson, et celle de Paris, dirigée par le Père Picard.
La branche de Nîmes reçoit le décret de louange le 14 février 1893. Les années suivantes, grâce à la médiation du nouveau supérieur général Gervais Quenard, les deux branches de la congrégation sont réconciliées et le Saint-Siège approuve leur réunion le 22 juin 1926. Les Oblates de l'Assomption sont approuvées le 3 juin 1934 et leurs constitutions définitivement approuvées le 27 octobre 1947 .

## Fusion
- 1963 : Sœurs Norbertines, fondées en 1889 au Mesnil-Saint-Denis par Alexandra Husson-Carcenac (1865-1897), en religion Marie de la Nativité, pour les jeunes filles de santé faible désirant vivre selon l'esprit de saint Norbert de Xanten[3].

- 1991 : Augustines de Notre Dame de la Consolation, fondées au Bouscat en 1912 par Myriam Franck (1839-1918) d'une scission avec les Oblates de l'Assomption[4].

## Activité et diffusion
Les Oblates de l'Assomption se consacrent à l'enseignement, à l'apostolat de la presse, et à d'autres activités à caractère sanitaire et social. L'engagement missionnaire est au centre de tout leur œuvre.
Elles sont présentes en :
- Europe : Belgique, Bulgarie, France, Italie, Pays-Bas, Royaume-Uni, Roumanie, Russie[5].
- Afrique : Burkina Faso, Ouganda, république du Congo, république démocratique du Congo, Côte d'Ivoire, Rwanda, Tanzanie, Tunisie[6].
- Asie : Corée du Sud, Israël, Turquie[7].
- Amérique : Brésil, Paraguay[8].

La maison-mère se trouve rue Lecourbe à Paris.
En 2017, la congrégation comptait 569 sœurs dans 87 maisons.

### Établissements scolaires en France
Les Oblates de l'Assomption exercent leur tutelle sur cinq établissements privés catholiques en France, tous sous contrat avec l'État. Ces institutions respectent les valeurs éducatives portées par la congrégation. En collaboration avec les familles et avec les équipes éducatives, ces établissements s'engagent à accompagner chaque élève dans son parcours personnel et scolaire, tout en cultivant une ouverture au monde et aux autres.
Les établissements sont les suivants:
- l'Institut Emmanuel d'Alzon à Nîmes (environ 6700 élèves)[10]
- L'Institution du Sacré-Coeur à La-Ville-Du-Bois (environ 1850 élèves)[11]
- Bourg-Chevreau à Segré.
- Sainte-Elizabeth à Paris.
- Groupe scolaire Sainte-Anne et Emmanuel d’Alzon au Bouscat.